# Prolamine
Les prolamines sont des protéines de réserve présentes dans la couche à aleurone des graines de céréales et qui possèdent une teneur élevée en proline et en glutamine, des acides aminés. Les prolamines ne sont généralement solubles que dans les solutions concentrées d'alcool. La prolamine du blé se nomme gliadine, celle de l'orge est l'hordéine, celle du seigle est appelée sécaline, celle du maïs est la zéine, celle du sorgo est appelée kafirine.
Certaines prolamines, notamment les gliadines et les protéines apparentées présentes au sein de la tribu des Triticeae, sous-famille des Pooideae, pourraient contribuer à déclencher la maladie cœliaque chez les personnes génétiquement prédisposées.